# アーウィン・キーズ
アーウィン・キーズ（Irwin Keyes,  1952年3月16日 - 2015年7月8日）は、アメリカ合衆国の俳優である。

## 来歴
1952年、ニューヨーク州ニューヨーク市に生まれる。その後、同州のアミティヴィルへ移り住み、1970年に同地域にある高校を卒業した。大学のころから演劇をはじめ、1978年にプロデューを果たす。1979年にはウォルター・ヒル監督のメジャー映画『ウォリアーズ』へも出演し、徐々に活動を活発化。以降は大柄な体格を生かした役柄や、人気ドラマシリーズ『ジェファーソンズ』などへの出演で知られるようになった。
1984年のホラー映画『エルム街の悪夢』では、フレディ・クルーガー役にも打診された過去がある。近年の活動ではロブ・ゾンビ監督の『マーダー・ライド・ショー』ではシド・ヘイグのアシスタントを演じたり、コーエン兄弟の『ディボース・ショウ』では、ジョージ・クルーニー、キャサリン・ゼタ＝ジョーンズなどとも共演した。
2015年7月8日、腺障害の一種である末端肥大症の合併症により死去。63歳没。

## 出演作品

### 映画
- Team-Mates (1978)
- Manny's Orphans (1978)
- ウォリアーズ The Warriors (1979)
- 人工の夜景 Nocturna (1979)
- スクイズ・プレイ/恋の一発大逆転 Squeeze Play (1979)
- プライズファイター/笑撃！タイトルマッチ The Prize Fighter (1979)
- Bloodrage (1979)
- The Private Eyes (1980)
- 13日の金曜日 Friday the 13th (1980) ※ノークレジット
- エクスタミネーター The Exterminator (1980)
- スターダスト・メモリー Stardust Memories (1980)
- Lovely But Deadly (1981)
- 超能力学園Z Zapped! (1982)
- チェーンヒート Chained Heat (1983)
- エクスタミネーター2 Exterminator 2 (1984)
- 天使がくれたクリスマス It Came Upon the Midnight Clear (1984)
- ダイナマイト・ヴァージン/キッス一発火事の元 Nice Girls Don't Explode (1987)
- バトルガンM‐16 Death Wish 4: The Crackdown (1987)
- クラブ・キャンディーランド/ダーティ・ダンスは踊らない Kandyland (1987)
- フランケンシュタイン 桃色病院 Frankenstein General Hospital (1988)
- ダウン・ザ・ドレイン Down the Drain (1990)
- 沈黙のリベンジ Disturbed (1990)
- タイム・トゥ・ダイ/闇の処刑人 Guilty as Charged (1991)
- Motorama (1991)
- ダイナウォーズ/恐竜王国への大冒険 Adventures in Dinosaur City (1991)
- 水曜日に抱かれる女 Dream Lover (1993)
- 羊たちの沈没 Il silenzio dei prosciutti (1994)
- スペース・リザード3001/宇宙の極道蜥蜴 Oblivion (1994)
- フリントストーン/モダン石器時代 The Flintstones (1994)
- Timemaster (1995)
- オブリビオン2 Oblivion 2: Backlash (1996)
- アサイラム Asylum (1997)
- The Godson (1998)
- Tequila Body Shots (1999)
- フリントストーン2/ビバ・ロック・ベガス The Flintstones in Viva Rock Vegas (2000)
- Perfect Fit (2001)
- Legend of the Phantom Rider (2002)
- マーダー・ライド・ショー House of 1000 Corpses (2003)
- ディボース・ショウ Intolerable Cruelty (2003)
- ネイバーフッド・ウォッチ Neighborhood Watch (2005)
- ShadowBox (2005)
- Wristcutters: A Love Story (2006)
- デス・マスク Death Mask (2006)
- The Urn (2008)
- ブラック・ダイナマイト Black Dynamite (2009)
- Dahmer vs. Gacy (2010)
- Evil Bong 3-D: The Wrath of Bong (2011)
- Dead Kansas (2013)
- Catch of the Day (2014)

### テレビドラマ
- ジェファーソンズ The Jeffersons (1981 - 1984)
- フライング・コップ 知能指数0分署 Police Squad! (1982)
- ラバーン&シャーリー Laverne & Shirley (1982)
- こちらブルームーン探偵社 Moonlighting (1985)
- ディズニーランド Disneyland (1987)
- Married with Children (1987)
- ナイスサーティーズ thirtysomething (1988)
- 愉快なシーバー家 Growing Pains (1989)
- オン・ジ・エアー On the Air (1992)
- ハリウッド・ナイトメア Tales from the Crypt (1992)
- それ行けスマート Get Smart (1995)
- Black Scorpion (2001)
- Dead Last (2001)
- CSI:科学捜査班 CSI: Crime Scene Investigation (2007)
- Eagleheart (2012)
- And You Know Who You Are ((2012)
- プリティ・リトル・ライアーズ Pretty Little Liars (2013)

### ビデオゲーム
- Sam and Max Hit the Road (1993)
- Double Switch (1993)
- The Adventures of Pinocchio (1996)
- The Secret World  (2012)